# الیزابت رونا
الیزابت رونا (به انگلیسی: Elizabeth Rona؛ ۲۰ مارس ۱۸۹۰–۲۷ ژوئیه ۱۹۸۱) یک شیمی‌دان هسته‌ای مجارستانی بود که به دلیل کار با ایزوتوپ پرتوزا شناخته شده بود. وی پس از تهیه یک روش پیشرفته در تهیه نمونه‌های پولونیم، به عنوان متخصص برجسته در جداسازی ایزوتوپ و آماده‌سازی پولونیم در سطح جهانی شناخته شد. بین سالهای ۱۹۱۴ و ۱۹۱۸، در طی تحصیلات پس از دکتری با گئورگ دو هوسی، او نظریه ای را توسعه داد که سرعت انتشار وابسته به جرم نوکلئیدها است. به عنوان تنها تعداد کمی از عناصر اتمی شناخته شده بودند، تأیید او از وجود «اورانیوم» (در حال حاضر شناخته شده به عنوان ایزوتوپ‌های توریم) سهم عمده ای به شیمی هسته ای بود. او در سال ۱۹۳۳ توسط فرهنگستان علوم اتریش جایزه هایتینگر دریافت کرد.
پس از مهاجرت به ایالات متحده در سال ۱۹۴۱، به او کمک هزینه کارنگی برای ادامه تحقیقات خود دادند و اطلاعات فنی در مورد روشهای استخراج پولونیم خود را در اختیار پروژه منهتن قرار داد. بعدها در حرفه خود، او به عنوان استاد شیمی هسته ای در دانشگاه‌های وابسته اوک ریج تدریس کرد و پس از ۱۵ سال در آنجا به موسسه علوم دریایی در دانشگاه میامی منتقل شد. در هر دو اوک ریج و میامی، او کار خود را در زمین‌شناسی عناصر کنار دریا و قدمتزمان‌سنجی رادیومتری ادامه داد.

## سنین جوانی و تحصیل
الیزابت رونا در ۲۰ مارس ۱۸۹۰  در بوداپست، مجارستان متولد شد. پدر وی یک پزشک یهودی مرفه بود که با لوئیز ویکام و هنری-آگوست دومینیچی، بنیانگذاران رادیوتراپی کار کرد تا ترفندها را به بوداپست معرفی کند،  و یکی از اولین دستگاه‌های اشعه ایکس را در آنجا نصب کرد. الیزابت می‌خواست پزشک شود، اما ساموئل (پدرش) معتقد بود پزشک شدن یک زن بسیار دشوار خواهد بود.  اگرچه هنگامی که او در سال دوم دانشگاه خود بود، درگذشت،  او در دانشکده فلسفه در دانشگاه بوداپست ثبت نام کرد و به تحصیل شیمی، ژئوشیمی و فیزیک پرداخت و دکترای خود را در سال ۱۹۱۲دریافت کرد. 

## در آغاز کار
رونا آموزش خود را بعد از دکترا در سال ۱۹۱۲در دانشگاه‌های وابسته اوک ریج فیزیولوژی حیوانات در برلین و انجمن قیصر ویلهلم شروع کرد و با مطالعه مخمر به عنوان واکنش‌گر ناب. در سال ۱۹۱۳او به دانشگاه کارلسروهه منتقل شد،  به مدت ۸ ماه به سرپرستی کازیمیرز فاجانس، کاشف ایزوتوپکار کرد.  در تابستان سال ۱۹۱۴، در کالج دانشگاهی لندن تحصیل کرد، اما در شروع جنگ جهانی اول به بوداپست بازگشت.  با گرفتن مقام در انستیتوی شیمیایی بوداپست، وی یک مقاله علمی در مورد "ثابت انتشار رادون در آب ". از او خواسته شد تا با همکاری با گئورگ دو هوسی، یک عنصر جدید را تأیید کند – در آن زمان Uranium-Y نامیده می‌شد، اکنون به عنوان ایزوتوپ‌های توریم شناخته می‌شد. گرچه دیگران نتوانستند این عنصر را تأیید کنند،  رونا توانست اورانیوم را از عناصر مداخله کننده جدا کند، اثبات کرد که این یک انتشار دهنده بتا (واپاشی بتا) با نیمه عمر ۲۵ ساعت است. 

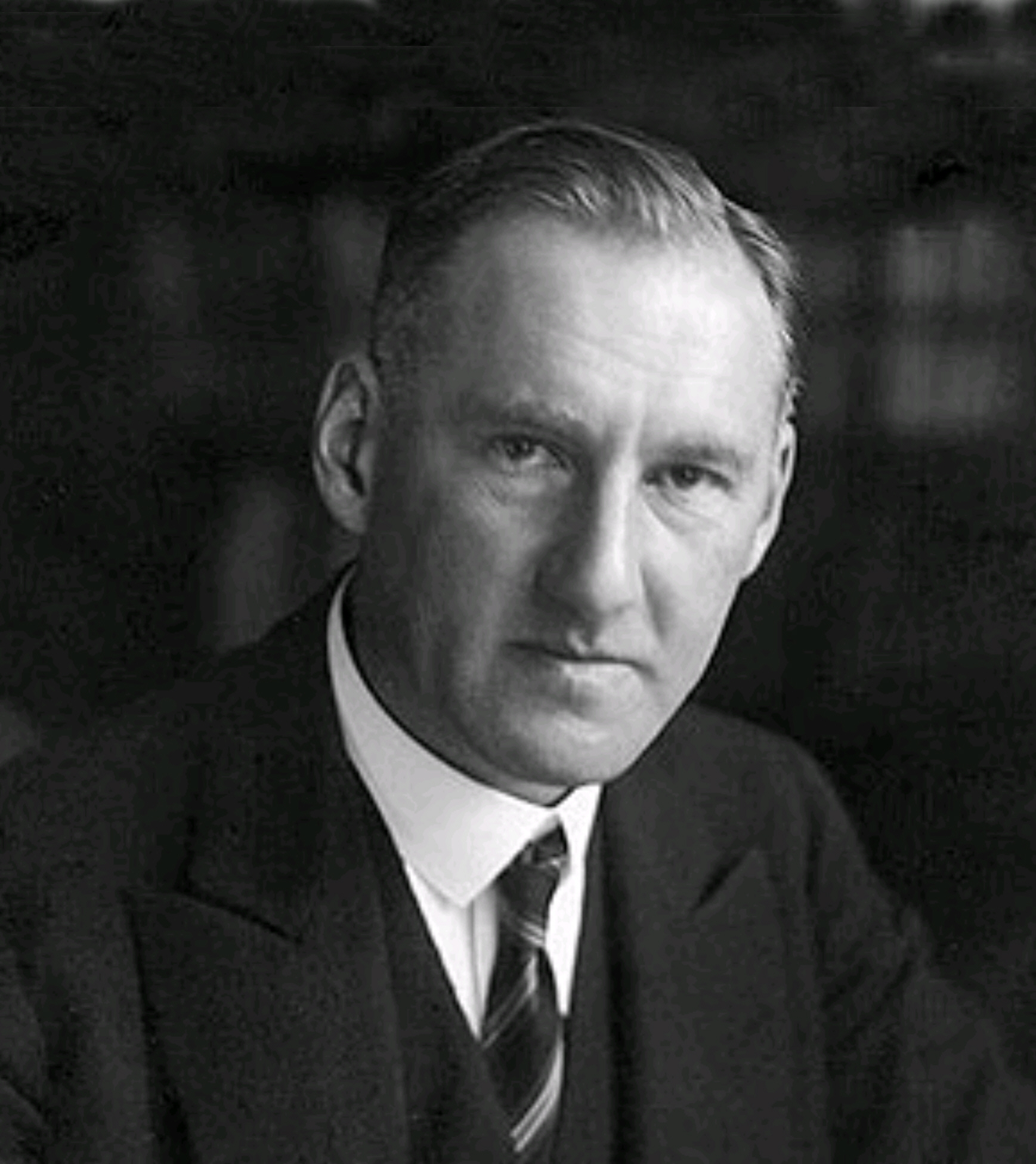
کاسیمیر فاجانس، حدود ۱۹۳۸، مربی فوق دکترا رونا

فرهنگستان علوم مجارستان یافته‌های خود را منتشر کرد. رونا ابتدا در این تحقیق اصطلاحات " نشان‌گذاری ایزوتوپی " و " ردیاب " را ابداع کرد و خاطرنشان کرد که سرعت انتشار به جرم نوکلیدها بستگی دارد. اگرچه در پاورقی وجود داشت، این پایه و اساس توسعه مطالعات گسترده طیف‌سنجی و آب سنگین بود که بعداً توسط دانشمندان دیگر انجام شد. علاوه بر مهارت علمی، رونا انگلیسی، فرانسوی، آلمانی و مجاری صحبت می‌کرد. 

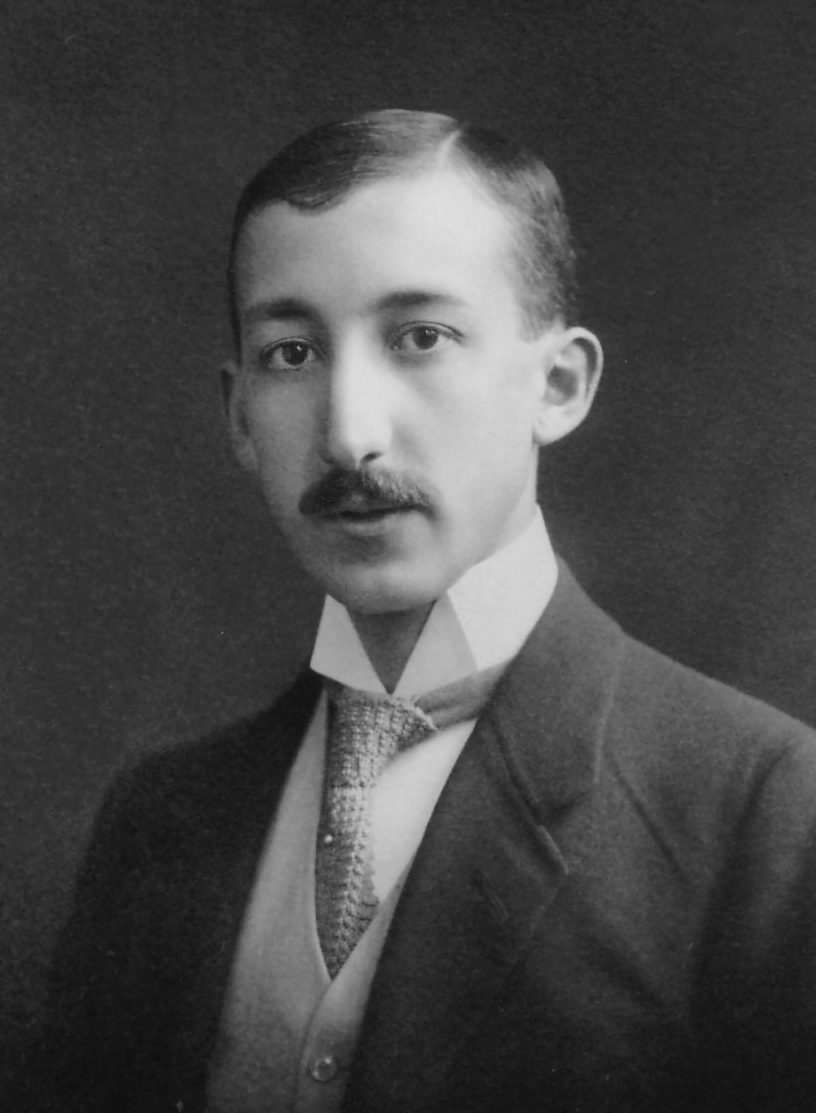
جورج دی هویس، حدوداً ۱۹۱۳

هنگامی که هویس بوداپست را ترک کرد، در سال ۱۹۱۸فرانتز تانگل، یک بیوشیمیست و فیزیولوژیست برجسته دانشگاه بوداپست، به رونا یک موقعیت تدریس پیشنهاد داد. او شیمی را به دانشجویان برگزیده ای که تانگل احساس می‌کرد دانش کافی برای تکمیل کار دروس ندارند، آموخت.  اولین زنی شد که شیمی را در سطح دانشگاه مجارستان تدریس می‌کند. 
ساختمانی که رونا و مادرش در آن زندگی می‌کردند با حمله کمونیست‌ها به مجارستان در سال ۱۹۱۹ اشغال شد. به دلیل بی‌ثباتی سیاسی و آزار و اذیت کسانی که با کمونیست‌ها در هنگام مقابله با ترور سفید دست داشتند، مقادیر فزاینده ای در این مؤسسه به رونا افتاد. هنگامی که در سال ۱۹۲۱موقعیتی را برای بازگشت به دالم و مؤسسه کایزر ویلهلم توسط اتو هان ارائه داد، رونا استعفا داد. وی به کارکنان هان در برلین پیوست تا ایزوتوپ‌های توریم (که اکنون با نام Th-۲۳۰ شناخته می‌شود) را از اورانیوم جدا کند.  ابرتورم در جمهوری وایمار وی را مجبور به انتقال به مؤسسه فیبر نساجی کایزر ویلهلم کرد، زیرا تحقیقات عملی تنها کار مجاز در آن زمان بود. تحقیقات نظری بدون کاربرد اساسی اولویت نداشت. آموزش او اجازه داد او را به بازگشت به ثبات تر مجارستان و قبول یک موقعیت در یک کارخانه نساجی دست یابد، در سال ۱۹۲۳. او برای کار مهم نیست و به زودی سمت چپ،  پیوستن به کارکنان مؤسسه تحقیقات رادیوم وین در سال ۱۹۲۴به درخواست استفان مایر تحقیقات وی در آنجا بر اندازه‌گیری میزان جذب و دامنه اشعه هیدروژن و همچنین توسعه پولیونی به عنوان ماده رادیواکتیو جایگزین برای رادیوم متمرکز شده‌است. 

## اتریش

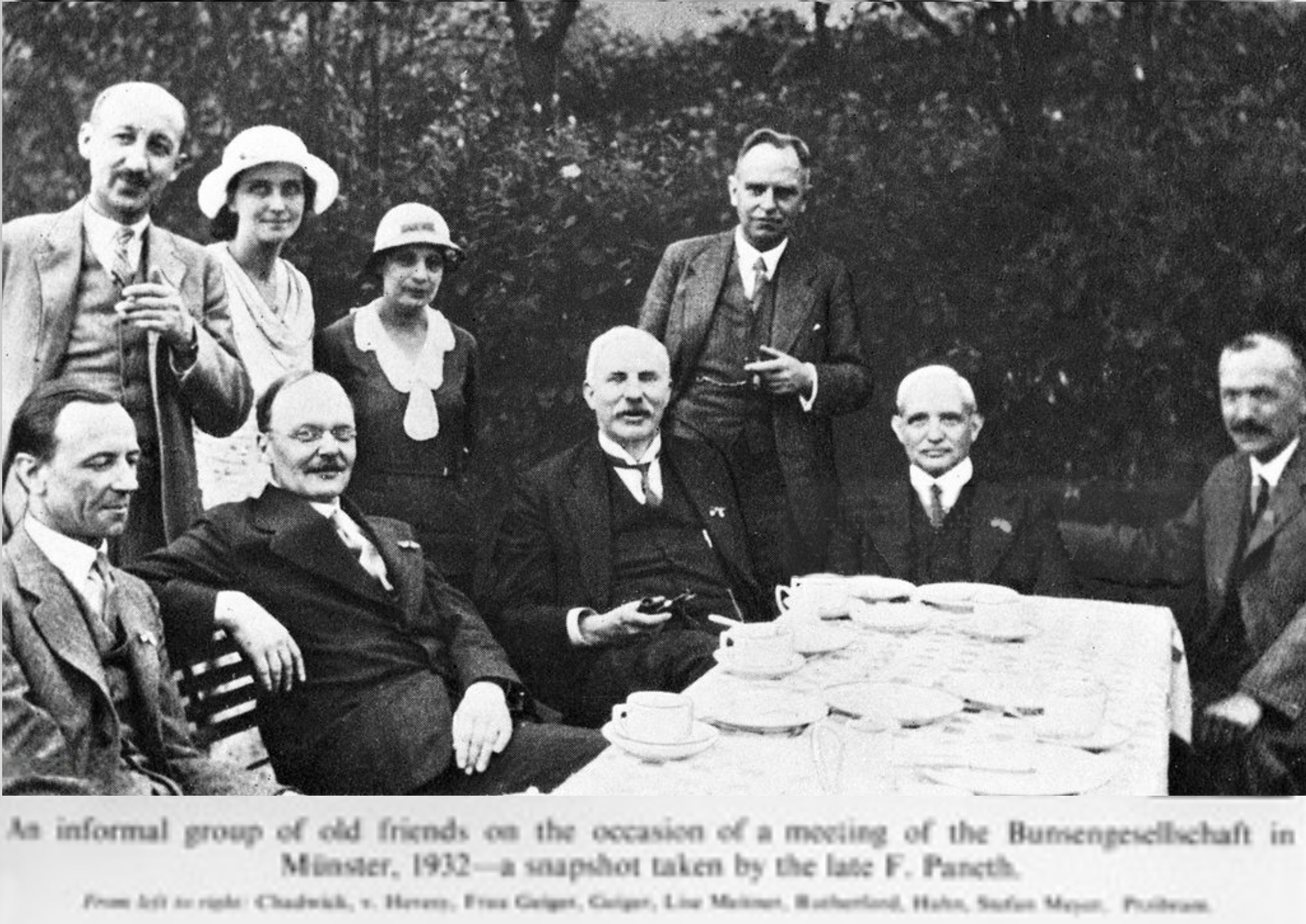
ایستاده، چ به ر. گئورگ دو هوسی، خانم گیگر، لیز میتنر، اتو هان. نشسته، چ به ر. جیمز چادویک، هانس گایگر، ارنست رادرفورد، استفان میر، کارل پرزیبام، بین‌المللی بنزنتاگون دربارهٔ رادیواکتیویته در مونستر (۱۶–۱۹مه ۱۹۳۲)

در اوایل سال ۱۹۲۶، مایر به ایرن ژولیو-کوری نامه نوشت و پیشنهاد کرد که با او همکاری کند تا یاد بگیرد که چگونه آزمایشگاه وی می‌تواند نمونه‌های پولونیم خود را بسازد. هنگامی که هانس پترشن قادر به تأمین بودجه برای پرداخت هزینه‌های رونا بود، ژولیو کوری به وی اجازه داد که بیاید و در جداسازی پولونیم در موسسه کوری در پاریس تحصیل کند.  رونا روش پیشرفته ای در تهیه منابع پولونیم و تولید انتشار آلفا (واپاشی آلفا) ایجاد کرد. با به رسمیت شناخته شدن به عنوان یک متخصص در این زمینه،   او این مهارت‌ها را به همراه یک دیسک کوچک پولونیم به مؤسسه رادیوم برگرداند. این دیسک به رونا اجازه می‌داد نمونه‌های آزمایشگاهی از پولیون تولید کند، که در بیشتر تحقیقات بعدی مؤسسه مورد استفاده قرار گرفت. 
مهارتهای وی تقاضای زیادی داشت و همکاری‌های بسیاری را در وین ایجاد کرد و با اووالد اشمیت در اصلاح روش پل بونت موری از تبخیر پولونیوم همکاری کرد. با ماریتا بلوو در امولسیون‌های عکاسی پرتوهای هیدروژن.  و با هانس پیترسون. در سال ۱۹۲۸، پترسون  از او خواست که برای تعیین محتوای رادیوم آن، نمونه ای از رسوبات زیر دریا را تجزیه و تحلیل کند. از آنجا که آزمایشگاه او در کار آلوده شده بود، او نمونه‌ها را به آزمایشگاه اقیانوس‌شناسی در زمان ایستگاه تحقیقات دریایی برونو در استورا بورن در گلمارسفوردن، سوئد، فرستاد.  تجزیه و تحلیلهای او با برتا کارلیک در نیمه عمر پوسیدگی اورانیوم، توریم و اکتینیوم ، زمان‌سنجی رادیومتری را مشخص کرد  و دامنه ذرات آلفا عناصر.  در سال ۱۹۳۳، رونا و کارلیک برنده جایزه هایتینجر فرهنگستان علوم اتریش شدند.  

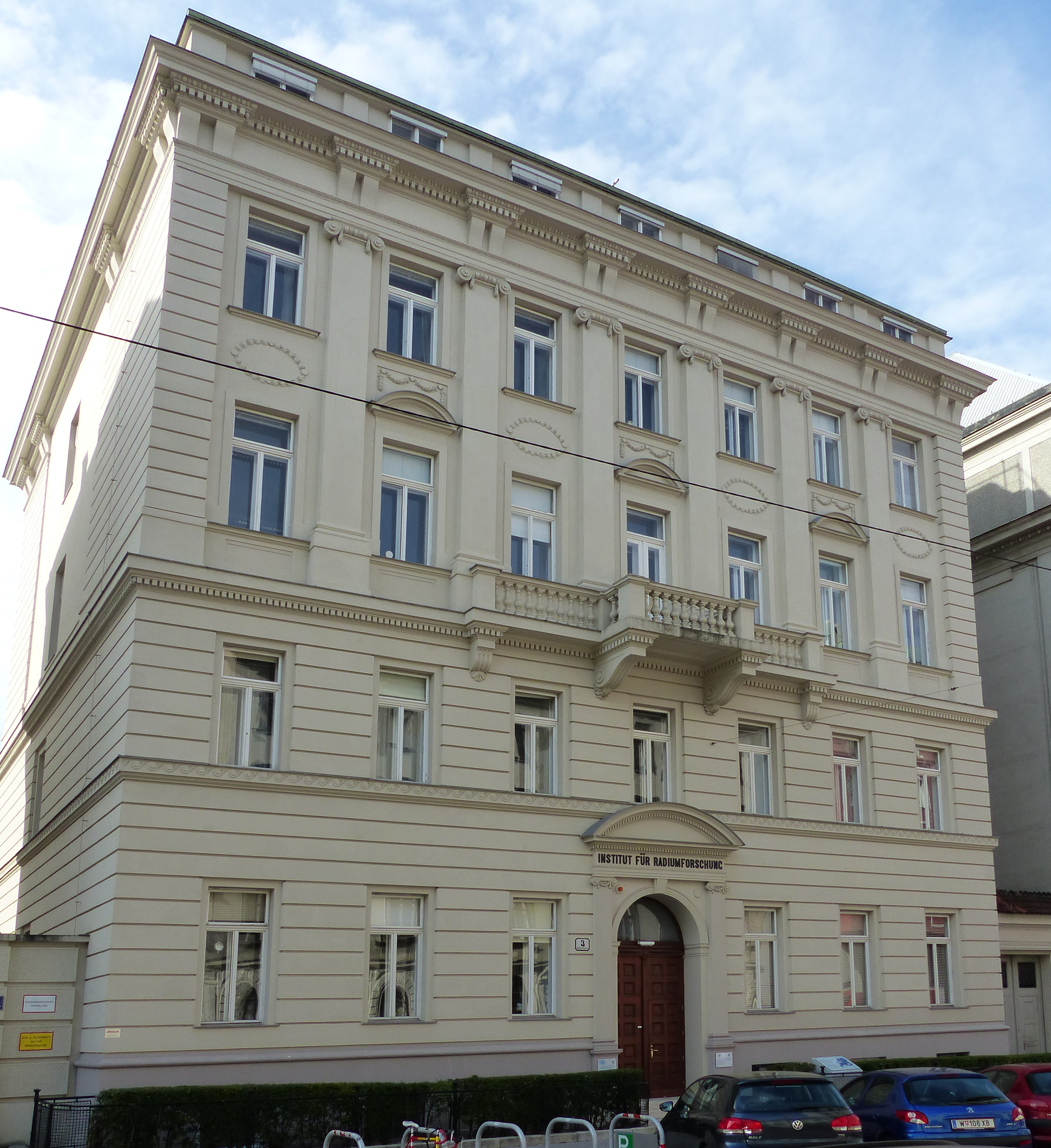
موسسه تحقیقات رادیوم، وین

در سال ۱۹۳۴، رونا در پاریس به تحصیل با ژولیو کوری، که رادیواکتیویته مصنوعی را کشف کرده بود، بازگشت. خیلی زود پس از آن، کوری درگذشت و رونا بیمار شد، اما او توانست در اواخر سال بعد به وین بازگردد  تا آنچه را که با گروهی از محققان متشکل از پترسون، الیزابت کارا- میشائیلوا و ارنست فین به دست آورده بود، به اشتراک بگذارد؛ که در آن زمان به عنوان دستیار الن گلدیچ مشغول خدمت بود. مطالعات آنها درمورد تأثیر ناشی از بمباران رادیونوکلئیدها با نوترونها متمرکز شده بود. 
پس از ۱۹۳۸ آنشلوس، رونا و ماریتا بلو ترک انستیتو رادیوم  به دلیل میراث یهودی خود   و آزار و اذیت‌های یهودستیزانه را که در آزمایشگاه تجربه کرد. رونا ابتدا به بوداپست بازگشت و در یک آزمایشگاه صنعتی کار کرد، اما در طی چند ماه، این مقام از بین رفت. او از اکتبر تا دسامبر سال ۱۹۳۸ در سوئد مشغول به کار شد،  و سپس به مدت یک سال در دانشگاه اسلو، که توسط گلدیچ ارائه شده بود، موقعیت موقت را پذیرفت. رونا تمایلی به ترک خانه خود نداشت، در پایان سال در اسلو، رونا به مجارستان بازگشت.  وی در یک بیمارستان سرطان رادیوم در بوداپست منصوب شد و رادیوم را برای اهداف دارویی آزمایش کرد. 

## شغل بعدی
رونا تدریس را تا سال ۱۹۴۶ در ترینیتی ادامه داد.  در سال ۱۹۴۷، او شروع به کار در آزمایشگاه ملی آرگون کرد.  کار او در آنجا بر واکنش‌های تبادل یونی متمرکز شد و چندین اثر برای کمیسیون انرژی اتمی ایالات متحده آمریکا منتشر کرد.   در سال ۱۹۴۸، وی به عنوان یک شهروند آمریکا شناخته شد.  در سال ۱۹۵۰، او به عنوان شیمیدان و دانشمند ارشد مطالعات هسته ای، کار تحقیقاتی را در دانشگاه‌های وابسته اوک ریج  شروع کرد. در این دوره، او با دانشگاه ای اند ام تگزاس در زمین‌شناسی رسوبات بستر دریا همکاری کرد، او در سال ۱۹۶۵ از اوک ریج بازنشسته شد و سپس به کار در دانشگاه میامی مشغول تدریس در مؤسسه علوم دریایی شد  که در آنجا یک دهه کار کرد. رونا برای بار دوم در سال ۱۹۷۶ بازنشسته شد و در اواخر دهه ۱۹۷۰ به تنسی بازگشت و در سال ۱۹۷۸ کتابی را منتشر کرد که به روشهای رادیو اکتیو خود را مربوط می‌شود.  رونا در ۲۷ ژوئیه ۱۹۸۱ در اوک ریج، تنسی درگذشت. 

## کتابشناسی - فهرست کتب
- Brucer, Marshall (1982). "In Memoriam: Elizabeth Rona (1891?–1981)" (PDF). The Journal of Nuclear Medicine. Reston, Virginia: Society of Nuclear Medicine and Molecular Imaging. 23 (1). ISSN 0161-5505. Retrieved 3 January 2016.
- Year book No. 46 July 1, 1946 – June 30, 1947 (PDF) (Report).
- Des Jardins, Julie (2010). The Madame Curie Complex: The Hidden History of Women in Science (PDF). New York City, New York: The Feminist Press. ISBN 978-1-55861-655-4.
- Howes, Ruth H.; Herzenberg, Caroline L. (2003). Their Day in the Sun: Women of the Manhattan Project. Philadelphia, Pennsylvania: Temple University Press. ISBN 978-1-59213-192-1.
- Ogilvie, Marilyn; Harvey, Joy (16 December 2003). The Biographical Dictionary of Women in Science: Pioneering Lives From Ancient Times to the Mid-20th Century. Routledge. ISBN 978-1-135-96343-9.
- Radnóti, Katalin (December 2014). "Götz Irén és Róna Erzsébet munkássága" (PDF). Nukleon (به مجاری). Budapest, Hungary: Magyar Nukleáris Társaság, Eötvös Loránd University. 7 (171).
- Rayner-Canham, Marelene F.; Rayner-Canham, Geoffrey W. (1997). Devotion to Their Science: Pioneer Women of Radioactivity. Montreal, Canada: McGill-Queen's Press – MQUP. ISBN 978-0-7735-6658-3.
- Rayner-Canham, Marelene F.; Rayner-Canham, Marelene; Rayner-Canham, Geoffrey (2001). Women in Chemistry: Their Changing Roles from Alchemical Times to the Mid-twentieth Century. Philadelphia, Pennsylvania: Chemical Heritage Foundation. ISBN 978-0-941901-27-7.
- Rentetzi, Maria (September 2004). "Gender, Politics, and Radioactivity Research in Interwar Vienna The Case of the Institute for Radium Research". Isis. Chicago, Illinois: History of Science Society, University of Chicago Press. 95 (3). doi:10.1086/428960. JSTOR 10.1086/428960. PMID 15747771.
- Rentetzi, Maria (2008). Trafficking materials and gendered experimental practices: radium research in early 20th century Vienna. New York City, New York: Columbia University Press. ISBN 978-0-231-13558-0.
- Vámos, Éva (2011). "Erzsébet (Elizabeth) Róna (1890–1981)".  In Apotheker, Jan; Sarkadi, Livia Simon (eds.). European Women in Chemistry. Weinheim, Germany: John Wiley & Sons. ISBN 978-3-527-63646-4.